# Laurence Verrey
Laurence Verrey est une poète suisse d'expression française, née le 7 mai 1953 à Lausanne.

## Biographie
Laurence Verrey naît le 7 mai 1953, dans le canton de Vaud. Elle est originaire d'Essertines-sur-Rolle. Son père est notaire ; sa mère, pianiste. Elle grandit à Pully.  
Après sa maturité au gymnase de la Cité et un séjour d'un an à Cambridge en 1973, en Angleterre, elle suit une formation d'infirmière et travaille un temps au Centre hospitalier universitaire vaudois (CHUV),,. Elle est engagée dans l’enseignement du français à des adultes migrants de 1998 à 2010, au sein de l'association Français en jeu. Elle fait ensuite une formation en art-thérapie et animation d'ateliers d'expression, en 2011 et 2012.  
Elle est mariée et mère de trois enfants. Elle réside à Morges, dans le canton de Vaud, après avoir habité quelques années à Sierre, dans le canton du Valais,.  

## Parcours littéraire
Elle commence l’écriture à 18 ans.[réf. nécessaire]
Elle est l'auteur d'une quinzaine d’ouvrages, livres d’artiste, recueils de poèmes ou de prose, dont les plus récents L’ombre est une ardoise, quatrains, et un récit de vie Lutter avec l’ange en 2021.   
En 2013, elle crée et préside l'association Poésie en Mouvement,. Elle lance en 2015 les Salves poétiques à Morges, un événement bisannuel[réf. nécessaire] qui rassemble autour de la création poétique des jeunes et des poètes renommés de la francophonie,.  
Elle est membre du jury du prix Schiller de 2008 à 2012.[réf. nécessaire]

## Récompenses
- 1987 : Prix Schiller pour Le Cantique du Feu[1]

- 2020 : Grand Prix de poésie Pierrette Micheloud pour l'ensemble de son œuvre[1]

## Œuvres
- Lausanne, prose, in Dix écrivains en quête d'une ville, Éditions de l'Aire, 1981
- Chrysalide, poèmes, Éditions de l'Aire, 1982[7].
- Le Cantique du Feu, poème, Éditions de l'Aire, 1986 (Prix Schiller 1987)[8].
- L'ombre du silence, prose, illustrée par Richard Aeschlimann, Éditions de l'Aire, 1989.
- D'Outre-Nuit, poème,  Éditions Empreintes, 1992[9].
- Vox aeterna, poème-cantate, musique Caroline Charrière, Éditions Ouverture, 1993[10].
- Entre ses poings noués, 13 gravures de Bernadette Duchoud -13 poèmes de L. Verrey,1994.
- Pour un visage, poèmes, Éditions de l'Aire, 2003. Postface de Dominique Sorrente[11].
- Vous nommerez le jour, poème, Éditions Samizdat, 2005.
- Fugue brève à deux voix, prose, in : Rencontre, Éditions de l'Aire, 2008
- Une brève transe de cailloux, proses libres, Éditions de l'Aire, 2008.
- Un seul geste, poèmes, Éditions Empreinte, 2010. 4e de couverture par Claire Genoux.
- Feu sur le noir, poème accompagné de 3 encres originales de Louise Beetschen, Le Cadratin, 2013.
- Mots-étoiles, petites lueurs in Les heures étoilées de ma vie, Éditions de l'Aire, 2014.
- Cryptogrammes, 33 encres et poèmes cryptés de l'auteure, Le Cadratin, 2015.
- Horizons Lumière, poème accompagnant les encres de Louise Beetschen, Le Cadratin, 2016.
- Vers la cime, poème, peintures de Claire Nicole, Éditions Empreintes, 2016.
- La beauté comme une trêve, proses, Éditions de l'Aire, 2016.
- Khiva in Le Monde est un village, Éditions de l'Aire, 2017.
- L'ombre est une ardoise, quatrains, Éditions de l'Aire, 2021.
- Lutter avec l'ange récit, Éditions Bernard Campiche, 2021